# Sand Springs (Oklahoma)
Sand Springs è un comune (city) degli Stati Uniti d'America situato prevalentemente nella contea di Tulsa nello Stato dell'Oklahoma. Una parte della città si estende nella contea di Osage. La popolazione era di 18.906 abitanti al censimento del 2010. È un sobborgo occidentale di Tulsa.

## Geografia fisica
Sand Springs è situata a 36°08′23″N 96°06′32″W (36.1398102, -96.1088911).
Secondo lo United States Census Bureau, ha un'area totale di 21,0 mi² (54,39 km²).

## Storia
La città fu fondata nel 1911, dal filantropo Charles Page, un ricco uomo d'affari dell'Oklahoma. Ha immaginato Sand Springs come un rifugio per orfani e vedove. Ha contribuito a fondare e sviluppare Sand Springs come città modello che includeva tutti i componenti di una comunità totale.
Page acquistò 160 acri di terra nella contea di Tulsa nel 1908, con l'intenzione di costruire una casa per bambini orfani. I primi 27 bambini, che erano stati abbandonati dall'Hook & Anchor Orphanage di Tulsa, erano alloggiati in una tenda. Questo è stato presto sostituito da un edificio a cornice abbastanza grande da ospitare 50 bambini.
Page decise di formare una comunità modello, chiamata Sand Springs, sulla terra ad ovest della casa dei bambini. Offriva terre libere a chiunque volesse trasferirsi lì, e un bonus di 20,000$ (l'importo variava e offriva anche utilità gratuite) alle società che si sarebbero trasferite lì. Nel 1911, Page fondò la Sand Springs Railway, una rete interurbana che collegava Sand Springs a Tulsa. Il sito della città fu progettato nello stesso anno. Sand Springs fu incorporata come città nel 1912, con una popolazione di 400 abitanti.
Nel 1911 Page costruì anche il Sand Springs Power Plant, nell'angolo sud-est di Main Street e Morrow Road. Ha ancorato un'area che Page intendeva utilizzare per lo sviluppo industriale. Diverse aggiunte significative sono state apportate alla struttura, ed è stata l'unica fonte di energia elettrica per Sand Springs fino al 1947.
Alcune delle prime industrie manifatturiere erano: Kerr Glass Manufacturing; Commander Mills, Kerr, Hubbard and Kelley Lamp and Chimney; Southwest Box Company; e Sinclair Prairie Refining Company. Le istituzioni mediche e di assistenza sociale diverse dalla Sand Springs Home includevano l'Oakwood Sanitorium per le malattie nervose e mentali, il Poole Hospital, la Salvation Army Maternity Home e la Sand Springs School for the Deaf. Sand Springs divenne un centro di produzione del vetro nell'Oklahoma. Kerr Glass Manufacturing si trasferì a Sand Springs da Chicago nel 1913. La società di Alexander H. Kerr, che produceva barattoli di frutta, era l'unica azienda del vetro ancora in attività fino al 1955.
La Children's Home è ancora operativa. Quella che era Widows Colony ora accetta le madri single con due o più figli.
Un tornado EF2 ha colpito Sand Springs il 25 marzo 2015, uccidendo un residente e danneggiando 50 case mobili.

## Società

### Evoluzione demografica
Secondo il censimento del 2010, la popolazione era di 18.906 abitanti.

### Etnie e minoranze straniere
Secondo il censimento del 2010, la composizione etnica della città era formata dall'81,79% di bianchi, il 2,42% di afroamericani, l'8,82% di nativi americani, lo 0,59% di asiatici, lo 0,01% di oceanici, lo 0,89% di altre razze, e il 5,47% di due o più etnie. Ispanici o latinos di qualunque razza erano il 3,40% della popolazione.